# 1331

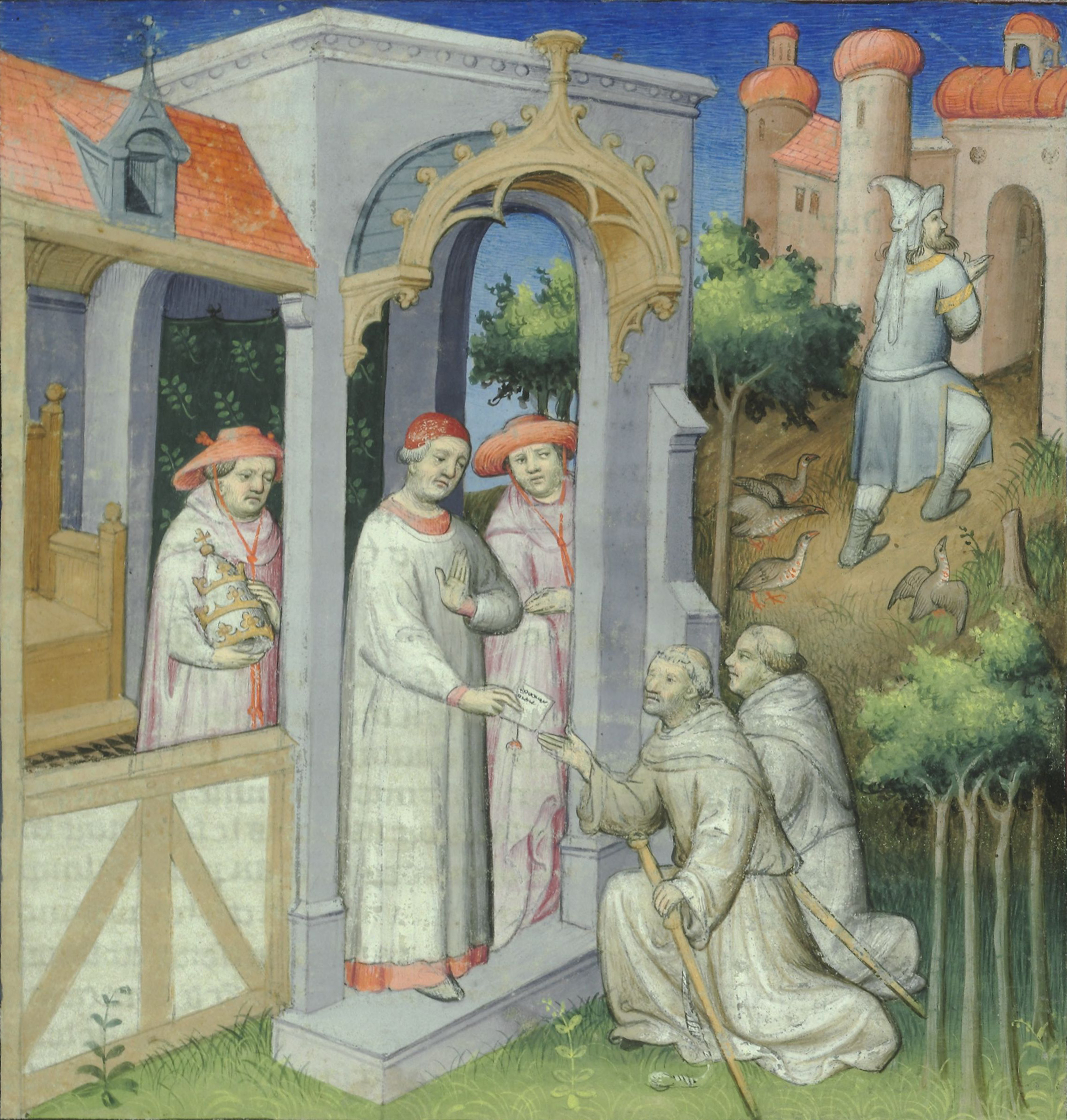
Odoric bezoekt paus Johannes XXII

Het jaar 1331 is het 31e jaar in de 14e eeuw volgens de christelijke jaartelling.

## Gebeurtenissen
- 12 september: Karel Grimaldi neemt Monaco in en wordt heer van Monaco.
- 27 september: Slag bij Płowce - De Polen onder Wladislaus de Korte verslaan de Duitse Orde.
- 22 oktober: Nadat keizer Go-Daigo in opstand is gekomen tegen het Kamakura-shogunaat omdat hij weigerde de troon af te staan aan een lid van de andere tak van de keizerlijke familie, werd hij verslagen en verbannen naar de Oki-eilanden. Kogon wordt tot keizer uitgeroepen. In de officiële geschiedschrijving geldt hij echter als tegenkeizer.
- Einde van het beleg van Nicaea: De Ottomanen veroveren Nicea (İznik).
- Paus Johannes XXII legt de werkwijze van de Sacra Rota Romana vast.
- Willem III van Boxtel verkoopt het graafschap Dale aan bisschop Jan van Diest van Utrecht. Hiermee is Twente geheel in Utrechtse handen.
- Stadsbrand in Kortrijk.
- Odoric van Pordenone keert terug van zijn reis naar Azië. (winter 1330/1331)
- oudst bekende vermelding: Deursen, Olden Eibergen, Strabeek

## Opvolging
- Duitse Orde - Lüder van Brunswijk als opvolger van Werner van Orselen
- Glogau - Przemko opgevolgd door Hendrik IV de Trouwe van Sagan
- Servië (kroning 8 september) - Stefan Uroš III Dečanski opgevolgd door zijn zoon Stefan Uroš IV Dušan

## Geboren
- 16 februari - Coluccio Salutati, Italiaans letterkundige
- november - Johannes V Palaiologos, keizer van Byzantium (1341-1391)

## Overleden
- 2 januari - Zweder I van Montfoort, Nederlands edelman
- 13 januari - Przemko van Glogau, Pools edelman
- 14 januari - Odoric van Pordenone (~44), Italiaans missionaris en ontdekkingsreiziger
- 11 november - Stefan Uroš III Dečanski, koning van Servië (1321-1331)
- 30 december - Bernard Gui (~69), Occitaans bisschop en schrijver
- Gerard I van Horne, Nederlands edelman